# 산타피오라국
산타피오라국(Contea di Santa Fiora)은 이탈리아 중부 토스카나주에 있었던 소국이다. 소바나국과 함께 알도브란데스키 가문이 소유했던 영지 중 한곳으로 1274년에 분리되었다.
오늘날의 그로세토현과 시에나현의 일부인 이솔라델질리오와 카스틸리오네도르차 지역에 세워졌다. 14세기에 시에나 공화국이 이솔라델질리오, 로카스트라다, 이스티아돔브로네, 말리아노인토스카나, 셀베나, 아르치도소, 카스틸리오네도르차, 카스텔라차라, 셈프로니아노, 스칸사노 등을 장악했다.
1439년 알도브란데스키 가문의 마지막 후계자인 세실리아와 보시오 스포르차 1세가 결혼한 후, 이후에 밀라노 공국의 지배자이자 토스카나 주와 마르케주를 소유한 스포르차 가문에게 상속된다.
1624년에 토스카나 대공국에 합병된다.